# 鼎岛站
鼎島站（韓語：정도역）是位于朝鮮民主主義人民共和國黃海南道海州市的一個鐵路車站，屬於鼎島線。

## 历史
- 1931年11月12日，落成使用。

## 邻近车站
鼎島線
王神站 - 鼎島站